# Euagrus lynceus
Espèce
Euagrus lynceus est une espèce d'araignées mygalomorphes de la famille des Euagridae.

## Distribution
Cette espèce se rencontre au Mexique au Veracruz, au Tabasco, en Oaxaca, au Chiapas et au Guatemala,.

## Description
Le mâle holotype mesure 6,17 mm et la femelle paratype 6,19 mm.
La carapace du mâle holotype mesure 2,9 mm de long sur 2,4 mm.

## Publication originale
- Brignoli, 1974 : Notes on spiders, mainly cave-dwelling, of southern Mexico and Guatemala (Araneae). Quaderno, Accademia Nazionale dei Lincei, vol. 171, no 2, p. 195-238.